# برنباخ (راین-هونسروک)
برنباخ (به آلمانی: Bärenbach) یک شهر در آلمان است که در راین-هونسروک واقع شده‌است. برنباخ ۴۵۰ نفر جمعیت دارد.